# Je sais danser en gros
Je sais danser en gros (France) ou Danse ta vie, l'gros (Québec) (I'm Dancing as Fat as I Can) est un épisode de la série télévisée d'animation Les Simpson. Il s'agit du treizième épisode de la trentième saison et du 652e de la série.

## Synopsis
Marge ne pardonne pas à Homer d'avoir regardé une série sans elle.

## Réception
Lors de sa première diffusion, l'épisode a attiré 1,75 million de téléspectateurs.
Cet épisode réalise une des pires audiences pour un épisode des Simpson depuis le début de la série, aucun autre épisode n'étant jusqu'alors passé sous la barre des deux millions de téléspectateurs. Cependant, il faut noter que l'audience de cet épisode a grandement été affectée par la diffusion en simultané, sur CBS, de la 61e cérémonie des Grammy Awards.